# Venoy
Venoy település Franciaországban, Yonne megyében. Lakosainak száma 1747 fő (2022. január 1.). Venoy Villeneuve-Saint-Salves, Quenne, Auxerre, Beine, Bleigny-le-Carreau és Chitry községekkel határos.

## Népesség
A település népessége az elmúlt években az alábbi módon változott:
| Lakosok száma | 1776 | 1780 | 1991 | 1800 | 1768 | 1759 | 1750 | 1747 | 1747 |
|               | 2013 | 2015 | 2016 | 2017 | 2018 | 2019 | 2020 | 2021 | 2022 |